# Близкий (остров, море Лаптевых)
Бли́зкий — остров архипелага Северная Земля. Административно относится к Таймырскому Долгано-Ненецкому району Красноярского края.

## Расположение
Расположен в море Лаптевых в восточной части архипелага у восточного побережья острова Большевик в северной части бухты Неудач. От острова Большевик отделён узким мелководным проливом. В 4 километрах к северо-востоку от Близкого лежит меньших размеров остров Морской.

## Описание
Имеет округлую неровную форму диаметром немногим более 2 километров. Пологий, высота острова не превышает 6 метров. В северо-западной части острова, у самого побережья лежит небольшое бессточное озеро лагунного происхождения. В крайней северной части острова находится геодезический пункт.

## Топографические карты
- Лист карты T-48-VII,VIII,IX залив Ахматова. Масштаб: 1 : 200 000. Состояние местности на 1982 год. Издание 1988 г.